# Односи Србије и Румуније
Односи Србије и Румуније су инострани односи Републике Србије и Румуније.
Румунија је земља са којом Србија, у односу на све остале суседе, има најстарије успостављене дипломатске односе. Односи су успостављени 19. априла 1841. Србија има амбасаду у Букурешту и конзулат у Темишвару, а Румунија има амбасаду у Београду и конзулат у Вршцу. Деле заједничку државну границу у дужини од 476 km.

## Историја односа
Румунија је земља са којом Србија има традиционално добре односе. Две српске краљице су биле румунског порекла, краљица Наталија и краљица Марија.
Србија и Румунија су заједно добиле међународно признање независности 13. јула 1878. као резултат рата са турском и Берлинског конгреса.
Србија и Румунија су биле савезнице у Другом балканском рату 1913. и у Првом светском рату од августа 1916.
У новембру 1918. Србија заузима Банат са Темишваром.

### Односи Југославије и Румуније
Између два светска рата Румунија и Југославија су са Чехословачком чиниле Малу Антанту од 1920. и Балканску Антанту са Турском и Грчком од 1934.
Друго заседање сталног савета Мале Антанте се одржао у Румунији у Синаји 1933. трајало је четири дана од 24. до 29. септембра, а на последњој седници узели су учешћа и југословенски и румунски краљеви.

#### Други светски рат
За време Другог светског рата, Румунија је била чланица Силе Осовина, али није то искористила за територијално проширење на уштрб Србије. Немачке јединице су ушле у Румунију 1941. и користе земљу као платформа за инвазију Југославије и Совјетског Савеза. Августа 1944. преко Румуније јединице Совјетског Савеза су дошле у Југославију.

#### После Другог светског рата
Период заоштрених односа представља криза Информбироа настала после Резолуције Информбироа донете на заседању Информбироа у Букурешту 28. јуна 1948. Али су се касније односи нормализовали и почело се са спровођењем неких од заједничких капиталних пројеката (види Хидроелектрана Ђердап).

## Модерни односи
За време распада СФРЈ, Румунија је била суздржана и ни на који начин није отежавала кризу у региону. Након 2000, односи постају интензивнији и разноврснији.
Румунија није признала једнострано проглашење независности Косова и као таква је међу неколико чланица НАТО и ЕУ.
У Србији живи око 30.000 Румуна, а у Румунији око 25.000 Срба.

### Отворена питања
- Питање статуса и националне припадности Влаха у источној Србији.
- Питање признавања Румунске православне цркве у Србији ван Војводине (Епархија Дакија Феликс), с обзиром да Румунија већ признаје деловање Српске православе цркве на својој територији (Епархија темишварска).

### Економски односи
Румунија је значајан економски партнер Републике Србије и показује стални интерес за реализацију економских и инфраструктурних пројеката.
- У 2007. години је спољнотрговинска размена била укупно 692 милиона долара, од чега је извоз Р. Србије у Румунију чинио 265 милиона, а увоз 427 милиона УСД.
- У 2012. години је настављен позитиван тренд раста робне размене која је укупно износила 1,729 милијарде УСД, од чега је српски извоз у Румунију био 905 милиона, а увоз из Румуније 824 милиона долара.
- У 2018. укупна робна размена вредела је 1,853 милијарде долара. Извоз из наше земље био је 1,141 милијарде, а увоз 712 милиона УСД.
- У 2019. години размењено је укупно роба вредних 1,969 милијарди УСД. Извоз из РС износио је 1,149 милијарде, а увоз 817 милиона долара.
- У 2020. години спољнотрговинска размена била је укупно 2,095 милијарде долара. Из Србије је извезено роба вредних 1,271 милијарду, а увезено за 824 милиона УСД.[1][2]

### Међународне организације
Организације у којима су обе државе имају чланство:
- Уједињене нације
- Дунавска комисија
- Савет Европе
- Организација за европску безбедност и сарадњу
- Пакт сарадње југоисточне Европе
- Пакт за стабилност југоисточне Европе (до 2008.)
- Средњоевропска иницијатива
- Иницијатива за сарадњу у југоисточној Европи
- Организација за црноморску економску сарадњу
- Крајовска група Крајовска група коју чине Србија, Румунија и Бугарска

## Дипломатски представници

### У Београду
- Силвиа Давидоју, амбасадор, 2021 —
- Михаела Осорио, отправник послова, 2020 — 2021.
- Оана Кристина Попа, амбасадор, 2016 — 2020.
- Данијел Бану, амбасадор, 2011 — 2016.
- Јон Маковеи, амбасадор, 2006 — 2011.
- Штефан Главан, амбасадор, 2000 — 2004.
- Панаит Лефтер, отпр. послова, — 1996. а затим и амбасадор, 1996 — 1998.
- Думитру Попа, амбасадор, 1983 —
- Николаје Михаи, амбасадор, 1978 —
- Вирђил Казаку, амбасадор, 1974 — 1978.
- Василе Шандру, амбасадор, 1969 —
- Аурел Малнашан, амбасадор, 1963 — 1969.
- Николае Гуине, амбасадор, 1954 —
- Теодор Руденко, амбасадор, 1947 — 1949.
- Тудор Виану, 1946 — 1947.
- Виктор Кадере, посланик, 1936 — 1938. а потом и амбасадор, 1939.
- Александру Гуранеску, посланик, 1934 — 1936.
- Никола Филодор, посланик, од 1928.
- Теодор Еманди, посланик, 1920 —
- Јоан К. Филити, посланик, 1909 —
- Константин Г. Нано, посланик, 1905 — 1909.
- Едгар Маврокордат, посланик, 1899 — 1905.
- Јон. Н. Папинију, посланик, 1895 — 1898.
- Александру А. Белдиман,посланик, 1888. — 1895.
- Емилје Ж. Гика, посланик, 1885 —
- Михаил Митилинеу, посланик, 1881 — 1885.
- Ласкар Картађу, посланик, 1879 —
- Димитрије Братиану, посланик, 1878.
- Александрје Стурдза, агент, — 1877.
- Тхеодор Вакареску, агент, 1871 —
- Јоан А. Катнакузино, агент, 1870 — 1871.
- Раду Јонеску, агент, 1867 — 1870.
- Драгутин Прохаска, заменик агента у име Уједињених Кнежевина Румуније
- Теодор Калимаки, агент, у име УКР 1863 — 1866.

### У Букурешту
Амбасада Републике Србије у Букурешту (Румунија) радно покрива Молдавију.
- Стефан Томашевић, амбасадор, 2020 —
- Бранко Бранковић, амбасадор, 2013 —
- Зоран С. Поповић, амбасадор, — 2013.
- /  Душан Црногорчевић, амбасадор, 2005 — 2009.
- Душан Француски, амбасадор, 2001 —
- Југослав Костић, амбасадор, 1999 —
- /  Десимир Јевтић, амбасадор, 1990 — 1999.
- Боро Денков, амбасадор, 1986 — 1990.
- Милош Меловски, амбасадор, 1982 — 1986.
- Трифун Николић, амбасадор, 1977 — 1982.
- Петар Додик, амбасадор, 1974 — 1977.
- Исо Његован, амбасадор, 1969 — 1974.
- Јакша Петрић, амбасадор, 1965 — 1969.
- Арсо Милатовић, амбасадор, 1960 — 1965.
- Франце Хочевар, амбасадор, 1958 — 1959.
- Никола Вујановић, амбасадор, 1954 — 1958.
- Илија Топаловски, отправник послова, — 1954.
- Радош Јовановић, амбасадор, 1948 — 1950.[4]
- Радоња Голубовић, амбасадор, 1947 — 1948.
- Дане Медаковић, амбасадор, — 1947.

Партизанска страна је у јесен 1944. преузела југословенско представништво у Румунији, па је 1. октобра 1944. члан АВНОЈ-а Никола Петровић добио пуномоћје да у име НКОЈ-а заступа интересе Југославије у Румунији. Како је Румунија била поражена земља, то Југославија у њој није одмах обновила рад дипломатског представништва, већ је установила политичко представништво, на чијем је челу током 1945. био Никола Груловић.
- Александар Авакумовић, амбасадор, 1940 — 1941.
- Јован Дучић, посланик, 1937 — 1940. (постављен за првог југословенског дипломату у рангу амбасадора у Букурешту)
- Драгомир Касидолац, посланик, 1936 — 1937.
- Нинко Перић, посланик, 1935 — 1936.
- Бошко Чолак-Антић, посланик, 1921 — 1935.
- Стеван К. Павловић (старији), отпр. послова, 1920 — 1921.
- /  Павле Маринковић, посланик, 1915 — 1919.
- Михаило Ристић, посланик, 1906 — 1914.
- Миливој Барјактаревић, отпр. послова, 1903 —
- Милан Михаиловић, посланик, 1901 —
- Милован Миловановић, посланик, 1900 — 1901.
- Михаило Кр. Ђорђевић, посланик, 1897 — 1900.
- Коста Христић, посланик Краљевине Србије у Букурешту (1895)
- Чедомиљ Мијатовић, посланик (1894)
- Георгијевић, посланик
- Стојан Бошковић, посланик, 1891 —
- С.Ј. Мариновић, привремени посланик, 1889.
- Драгомир Цв. Рајовић, посланик, 1886 —
- /  Љубомир Каљевић, посланик, 1881 — 1886.
- Милан Петронијевић, посланик, 1873 — 1880.
- Коста Цукић, агент, 1869 —
- Коста Магазиновић, агент, 1862 — 1869.
- Захарије Стемпловски, заменик агента, 1843 — 1851.
- Ђорђе Герман, агент, 1841 —
- Стојан Симић, агент, 1837 —
- Михаило Герман, агент, 1836 — 1837.

## Занимљивости
Слово Џ из српске ћирилице је преузета из некадашње румунске ћирилице.
Један од експоната Националног музеја историје у Букурешту јесте позлаћена сабља коју је кнез Михаило поклонио румунском владару А. Ј. Кузи са урезаном посветом: Поузданом пријатељу у несигурним временима.

## Поређење
|                     | Румунија                                                                                               | Србија                                                                                               |
| ------------------- | --- | --- |
| Становништво        | 20.121.641                                                                                             | 9.024.734 (са КиМ)                                                                                   |
| Површина            | 238.391 km²                                                                                            | 88.499 km²                                                                                           |
| Густина насељености | 84.4 /km²                                                                                              | 96,78/km² (без КиМ)                                                                                  |
| Престоница          | Букурешт - 1.944.367 (2.600.000 шире подручје)                                                         | Београд - 1.233.796 (1.659.440 шире подручје)                                                        |
| Облик владавине     | Парламентарна република                                                                                | Парламентарна република                                                                              |
| Званични језик      | Румунски                                                                                               | Српски                                                                                               |
| Вероисповест        | 86,8% православље, 7,5% Протестантизам , 4,7% Католицизам, 1% остали                                   | 84,1% православље, 6,24% Католицизам, 4,82% Ислам, 1,44% Протестантизам, 3,4% атеисти                |
| Етничка структура   | 89,5% Румуни, 6,6% Мађари, 2,5% Роми, 0,3% Украјинци, 0,3% Немци, 0,2% Русини, 0,2% Турци, 0,4% остали | 82,86% Срби, 3,91% Мађари, 1,82% Бошњаци, 1,44% Роми, 1,08% Југословени, 0,89% Словаци, 9,79% остали |
| БНП (номинални)     | 12,200 $ по глави становника                                                                           | 10,900 $ по глави становника                                                                         |